# Dan Bittman
Dan Bittman (n. 29 martie 1962, București) este un cântăreț, compozitor, actor și prezentator de televiziune român de origine evreiască, solist vocal al formației Holograf începând cu anul 1985.

## Date biografice
În 1994 a reprezentat România în cadrul concursului muzical Eurovision, unde a acumulat 14 puncte, ocupând la final locul al 21-lea.
Între 2001 și 2003, a moderat emisiunea-concurs Bravo Bravissimo, difuzată de TVR 1, iar din noiembrie 2004 a devenit prezentatorul emisiunii Dănutz SRL, difuzată de același post de televiziune TVR 1.
În 2010 a fost desemnat consilier la Ministerul de Finanțe al României, dar la scurt timp după aceea a demisionat din această funcție.
În 2018, Dan Bittman a ajuns ținta unui val de critici și insulte pe internet, după ce a participat la un eveniment organizat de Primăria Sectorului 5 al Capitalei, acesta primind 11.000 de euro ca prezentator.

## Activitate muzicală
Blitz
Dan Bittman amintea într-un interviu de prima sa trupă, mai bine zis, prima sa apariție pe scenă, care a fost alături de formația Blitz, în 1981, o trupă formată de liceeni, care erau colegi cu Dan. Acesta mărturisea că din trupă făceau parte Adrian Daminescu (vioară electrică) și Ștefan Elefteriu (compozitor). În cele din urmă, la primul concert a fost invitat să cânte și, din nefericire, nu a fost atât de reușit deoarece a cântat fals. Acesta a fost începutul carierei de solist.
Domino
La un concert Blitz, Mihai Radu Răducanu, bateristul formației Domino, îl sesizează pe Bittman și îl cooptează în noua formație. La acea vreme, mai făceau parte din trupă și Anton Hașiaș (chitară bas) și Eugen Mihăescu (chitară). Această formulă nu a durat decât un an, în care s-au interpretat doar cover-uri, în diverse restaurante, în proporție de 70% numai preluări după Beatles.
Incognito
La puțin timp după plecarea din Domino, Dan este invitat de către Anton Hașiaș la o întâlnire cu chitaristul compozitor Adrian Ilie (care părăsise de curând grupul Iris). Chiar atunci, formația Incognito era proaspăt înființată de către ultimii doi membri amintiți. Abia apoi, a apărut și toboșarul Liviu Pop. Au urmat turnee, festivaluri și apariții Radio-TV. Următoarele titluri, melodii ce aparțin lui Adrian Ilie, sunt interpretate vocal de Dan Bittman: „Vine din inima mea”, „Ochi de cer”, „O viață de om” („Vis de pace)”. Toate au fost înregistrate în noiembrie 1983. După destrămarea trupei, în 1984, aceasta revine scurt timp în 1985, dar cu o mică schimbare – toboșar este Nicky Dinescu, înlocuitorul lui Liviu Pop. Apar noi melodii: „Zorile”, „De vei veni” („Pacea florilor)”, „Albina”, cea din urmă fiind și filmată.
Acid
În perioada iunie 1985, colaborează pentru scurtă vreme ca solist al trupei Acid, într-o formulă din care mai făceau parte: Dan Mușetescu (chitară), Mihai Miculescu „Frangulea” (clape), Gabi Simion (chitară bas) și Valeriu Neamțu „Gălăgie” (tobe). După plecarea lui Bittman, rolul de vocalist este preluat de Gabi Simion, iar apoi de Bogdan Bradu (viitorul solist Phoenix între 2007–2014).
Iris
În 1984, solistul Cristi Minculescu părăsește pentru a doua oară Iris-ul, de data aceasta în favoarea Trupei Totuși ce activa în Cenaclul Flacăra. Totodată, față de formula de pe discul din 1984, lipsește și Florin Ochescu (chitară). Astfel, revine Adrian Ilie și, din cauza lipsei unui vocalist, apare Dan Bittman. Sunt compuse melodii diferite față de repertoriul hard rock anterior: „În calea norilor”, „Daruri omului bun” (în fapt, prima variantă a piesei „Albina” refăcută cu Incognito, cu alte versuri), „Sub semnul fulgului de nea”, toate fiind filmate, însă fără Dan Bittman, ocupat cu studiul pentru facultate.
Holograf
În anul 1985, se alătură formației Holograf. După ce preia rolul de vocalist în Holograf, realizează părțile vocale pentru al doilea album al trupei, Holograf 2, material compus în mare parte de Mihai Pocorschi și apărut pe piață la începutul anului 1987. Urmează alte zece albume de studio, cel mai recent, intitulat Life Line, fiind lansat în noiembrie 2015. De asemenea, participă la înregistrarea a două albume acustice și a cinci spectacole video (patru din ele editate pe DVD), toate imprimate live. Ca solist în Holograf, a avut mai multe duete, atât pe scenă, cât și în studiourile de înregistrare, cu interpreți români cunoscuți precum: Mircea Baniciu, Dan Teodorescu, Marcel Iureș, Alexandra Ungureanu, Roxana Andronescu, Angela Gheorghiu, Antonia, Loredana Groza, Ioana Ignat ș.a.

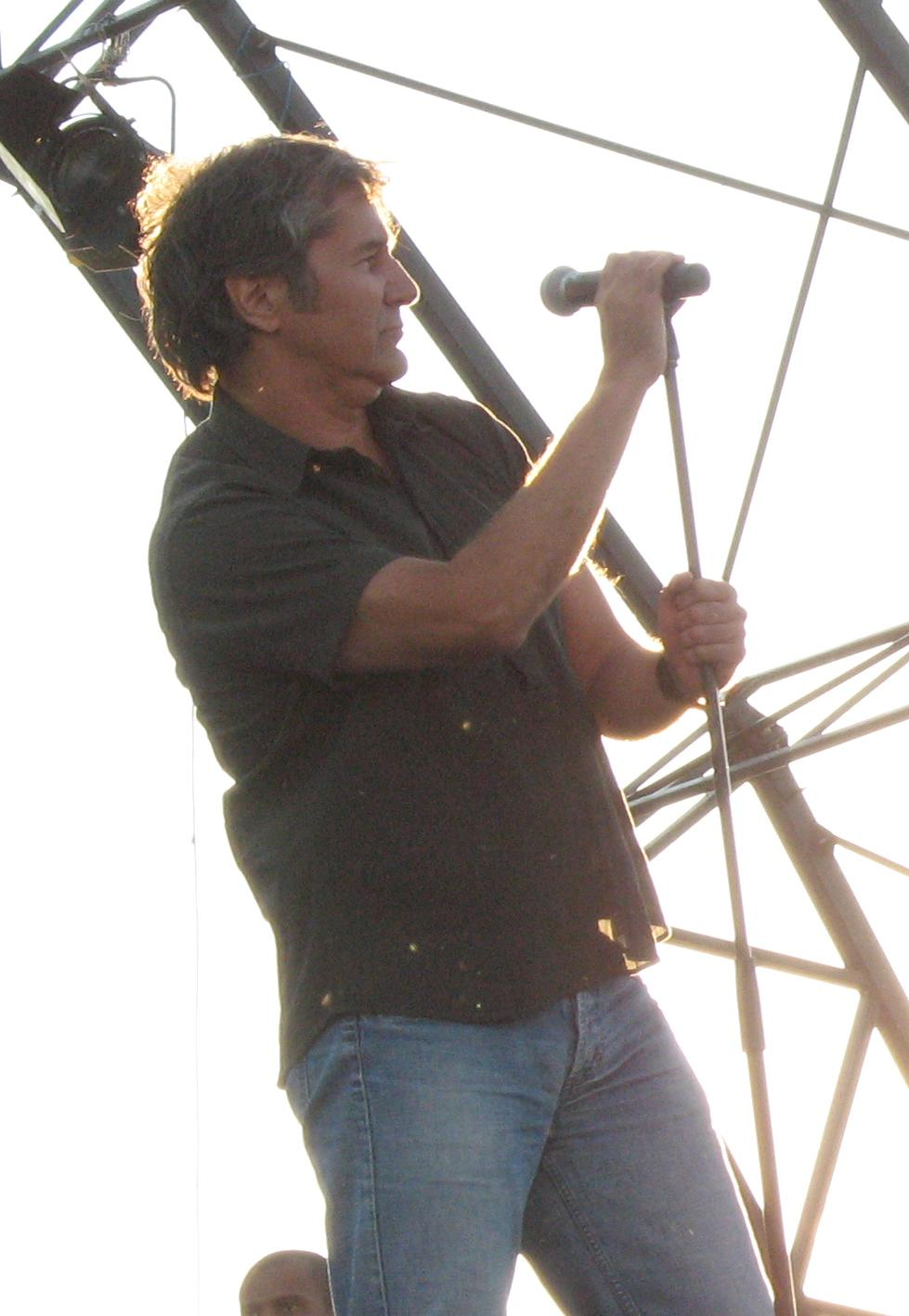
Dan Bittman, 2007, concert cu formația Holograf

- Holograf 2 (LP/MC, Electrecord, 1987)
- Holograf III (LP/MC, Electrecord, 1988)
- Holograf Patru (sau Holograf 4) (maxi-single, Electrecord, 1990)
- Banii vorbesc (LP/MC, Electrecord, 1991)
- World Full of Lies (CD, Capitan Records Company, 1993; reeditat în 2013)
- Stai în poala mea (LP/CD/MC, Electrecord, 1995)
- 69% Unplugged – Live (CD/MC, Zone Records, 1996; reeditat în 1997 și 2001)
- Supersonic (CD/MC, MediaPro Music, 1998; reeditat în 2000)
- Undeva departe (CD/MC, MediaPro Music, 1999; reeditat în 2000)
- Holografica (CD/MC, MediaPro Music, 2000; reeditat în 2019 pe vinil)
- Best of Holograf – Dimineață în altă viață (CD/MC, MediaPro Music, 2002)
- Pur și simplu (CD/MC, Holograf Production & Roton, 2003; reeditat în 2013)
- Pur și simplu (DVD, Holograf Production, 2004)
- O noapte cu Holograf (DVD, Holograf Production, 2004; reeditat în 2013)
- Taina (CD/MC, Holograf Production & Roton, 2006; reeditat în 2013)
- Primăvara începe cu tine (CD, MediaPro Music, 2009)
- Muzică de colecție, Vol. 104 (2xCD, Jurnalul Național, 2009)
- Concert Taina (DVD, Holograf Production & Roton, 2009)
- Patria Unplugged (CD/DVD, MediaPro Music, 2011)
- Love Affair (CD, MediaPro Music, 2012)
- Life Line (CD/LP, MediaPro Music & Universal Music România, 2015)
- Vedere de la Costinești (YouTube/DVD needitat oficial, 2017)

Solo
- Dincolo de nori (maxi-single, Metro Records România, 1994) [6]
- Și îngerii au demonii lor (single, 2015)
- S-aprindem torțele (single, 2016, cu Cristi Minculescu)

## Filmografie
- Proprietarii de stele (2001)
- Lori, Dan și Tanti Mili (2002)
- Orient Express (2004)
- Supraviețuitorul (2008)
- Împăratul Vrăjit (dublaj, bătrân de la palat) – voce versiune română

## Premii și distincții
Președintele României Ion Iliescu i-a conferit lui Dan Bittman la 10 decembrie 2004 Ordinul Meritul Cultural în grad de Cavaler, Categoria B – Muzică, „pentru contribuțiile deosebite în activitatea artistică și culturală din țara noastră, pentru promovarea civilizației și istoriei românești”. 